# Antarctico-neozeelandezi
Antarctico-neozeelandezi se numesc locuitorii Zonei Atntarctice Neozeelandeze.Antarctico-neozeelandezii nu sînt un popor ci doar un entonim folosit pentru a desemna oamenii din această zonă.Ei numără în medie 1500 persoane în mare parte de origine anglo-americană și anglo-neozeelandeză.